# Aeropuerto Internacional Xoxocotlán

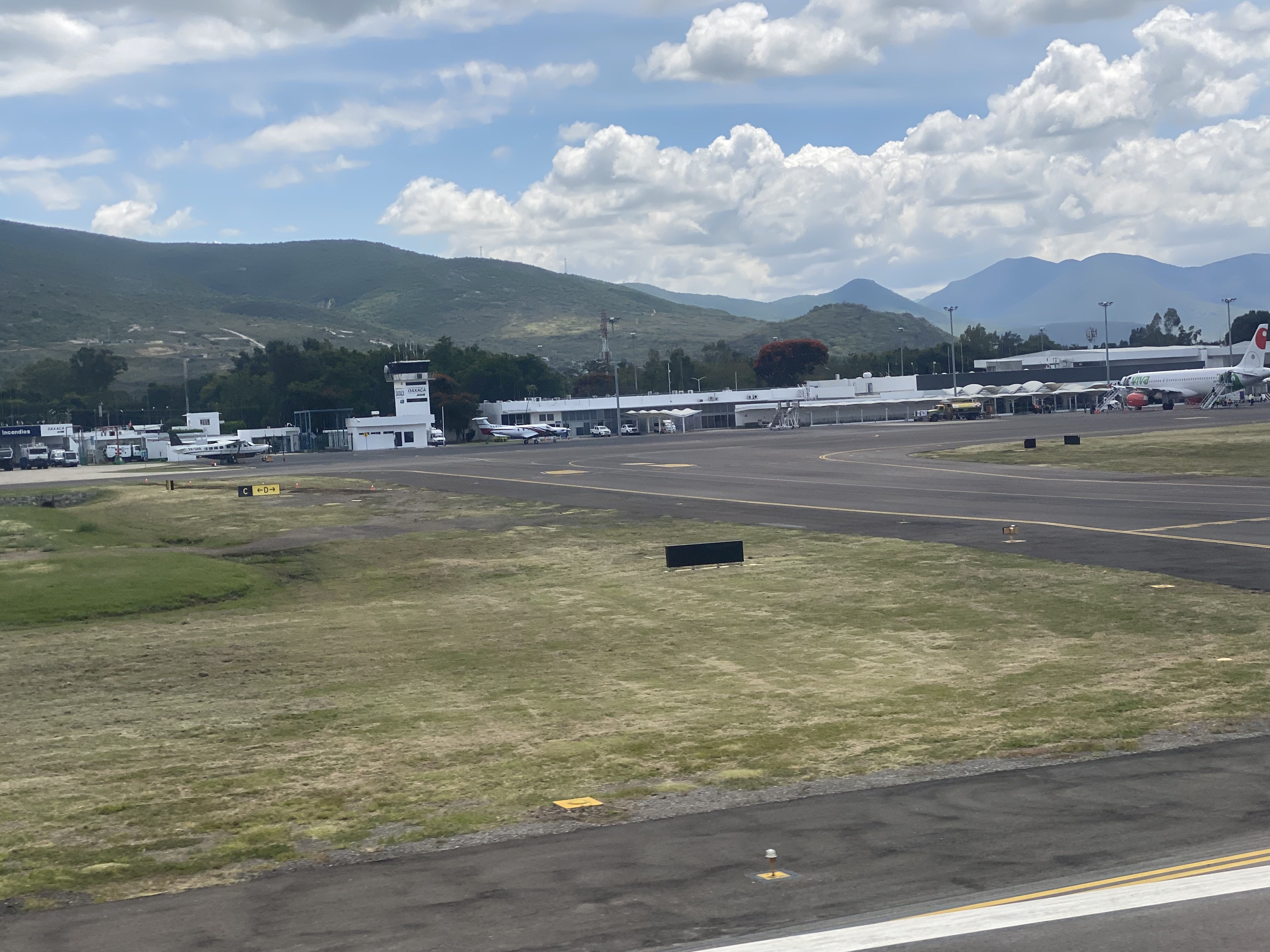
Lado aire del Aeropuerto.

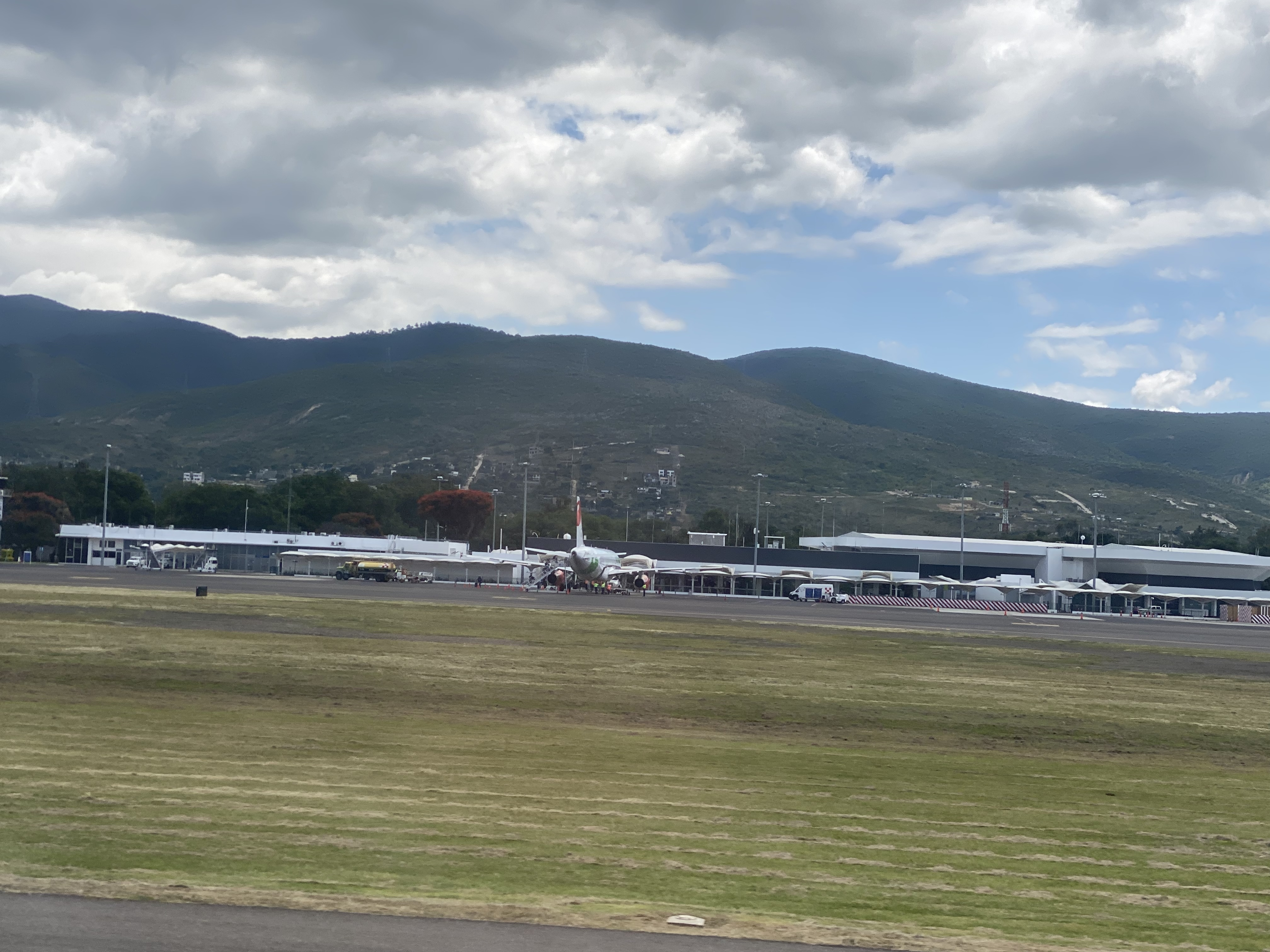
Lado aire del Aeropuerto.

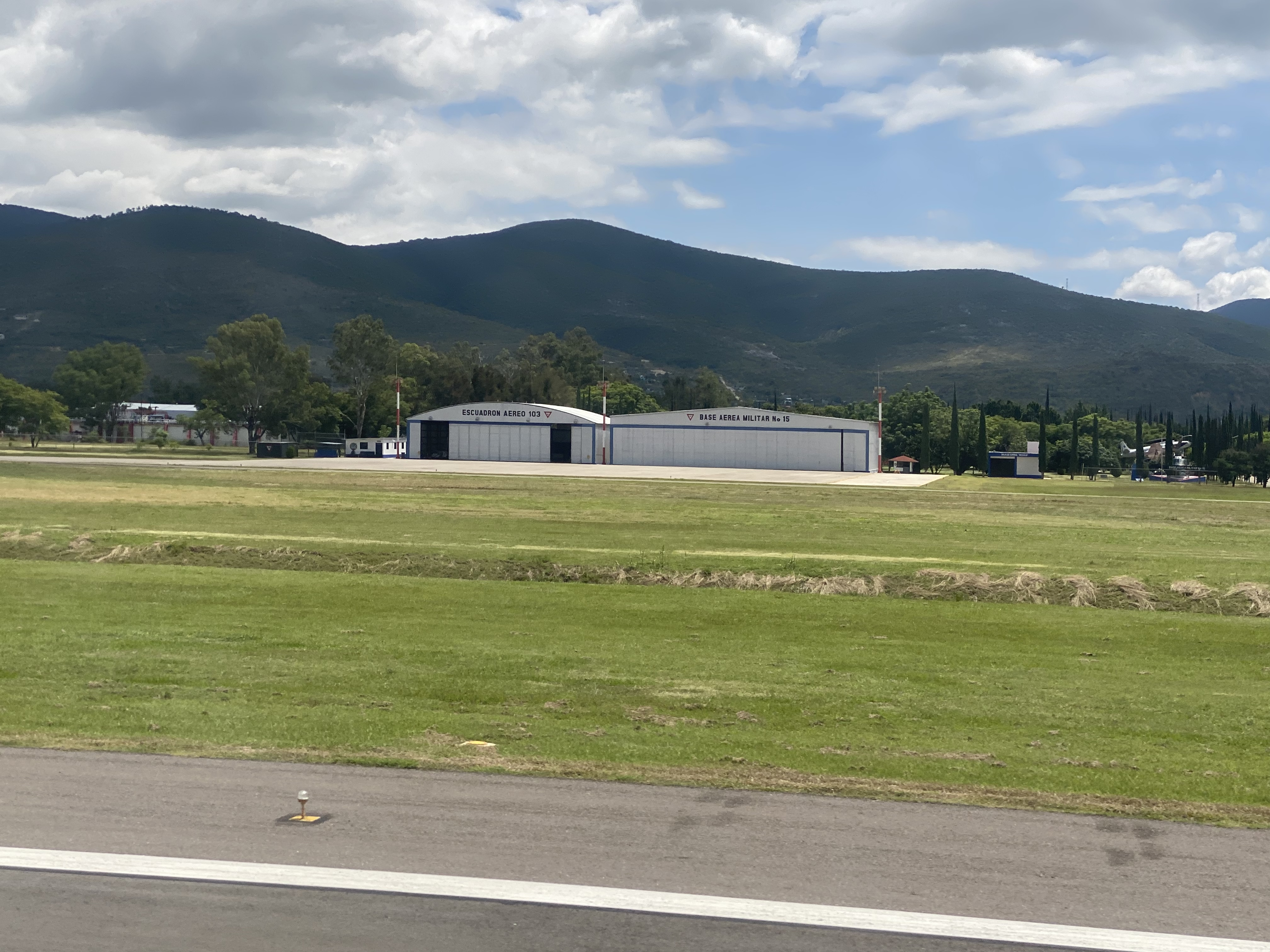
Base Aérea Miltar n.º 15.

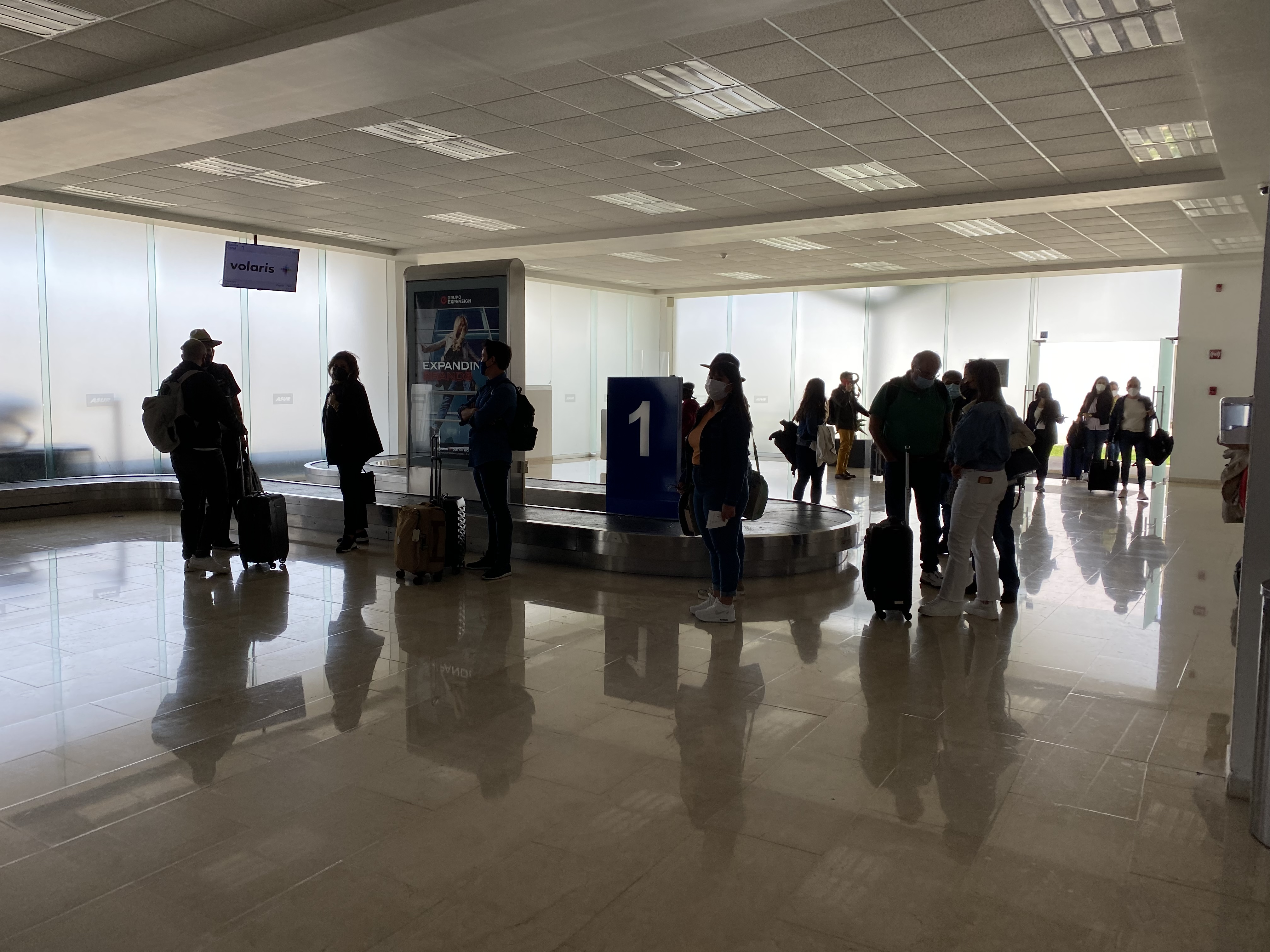
Bandas de reclamo de equipaje del Aeropuerto.

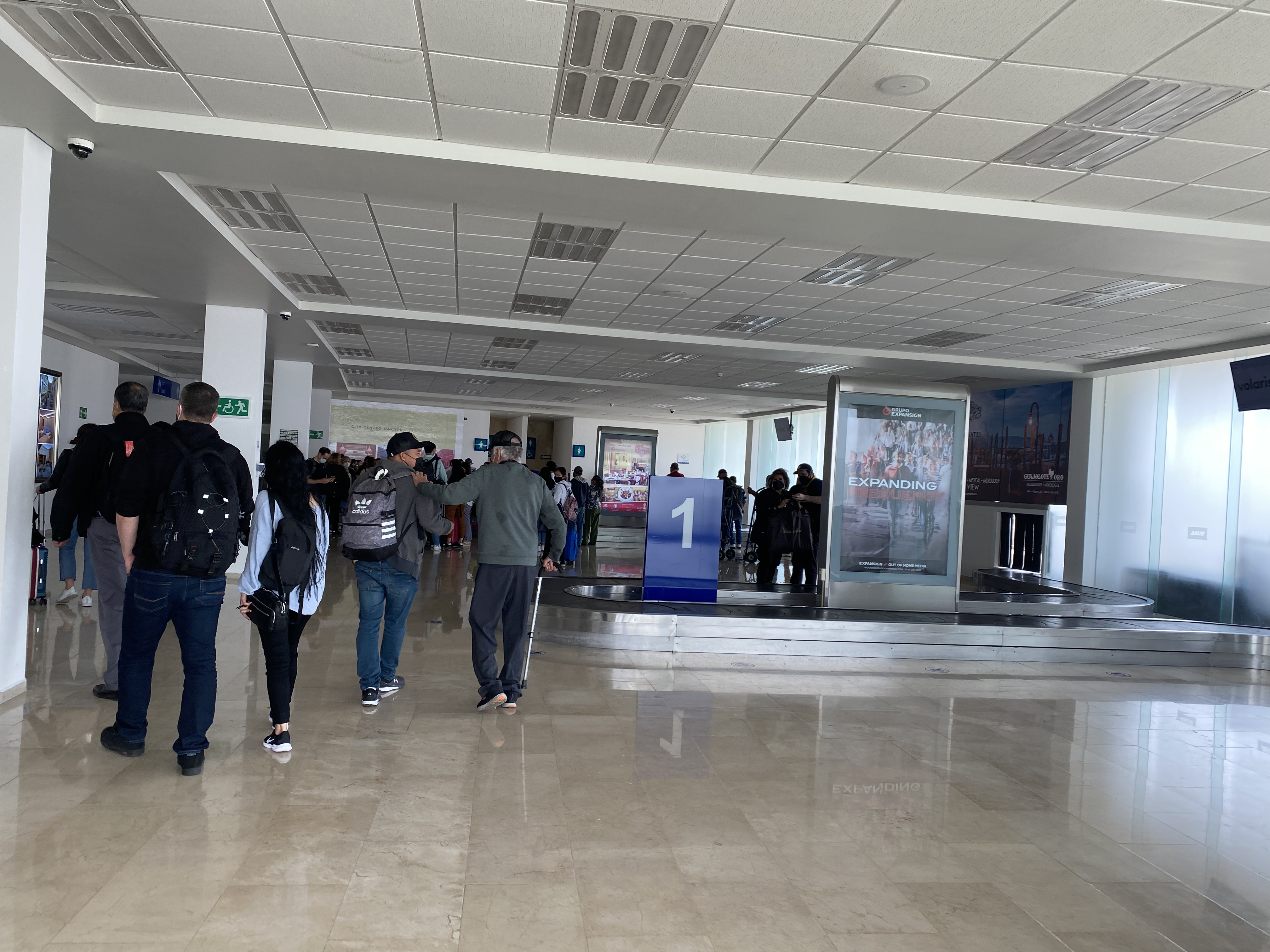
Bandas de reclamo de equipaje del Aeropuerto.

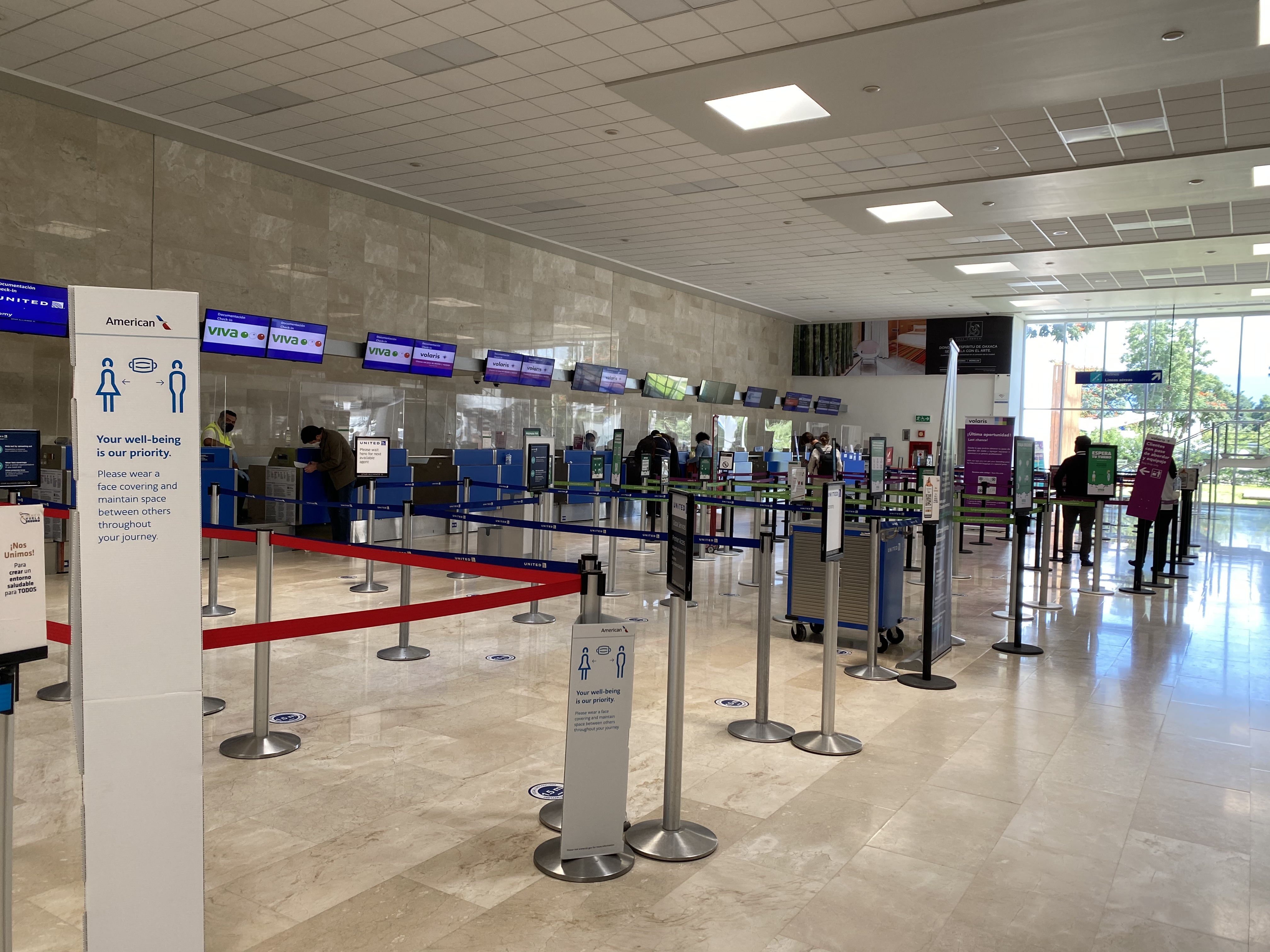
Mostradores de documentación del Aeropuerto.

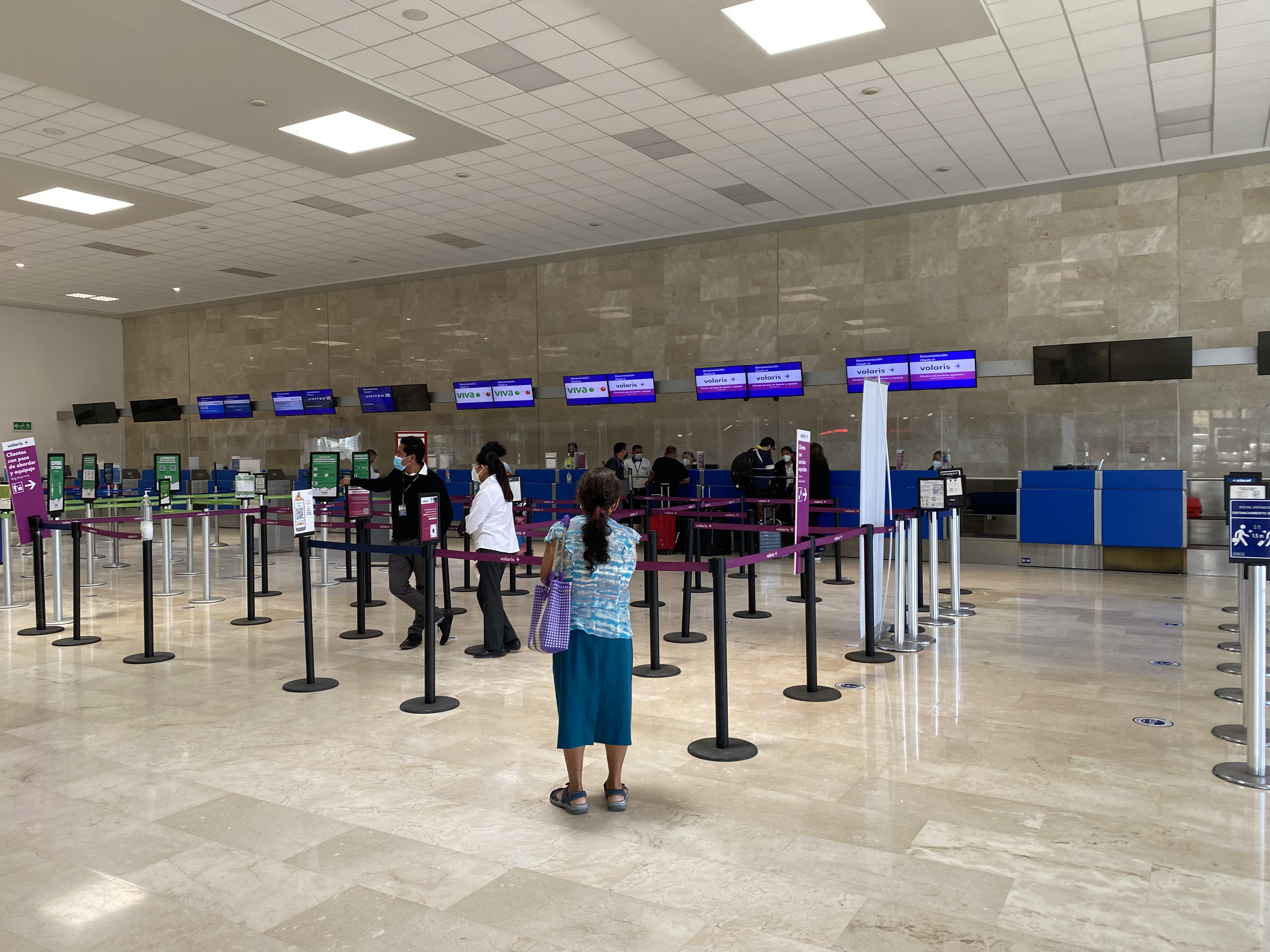
Mostradores de documentación del Aeropuerto.

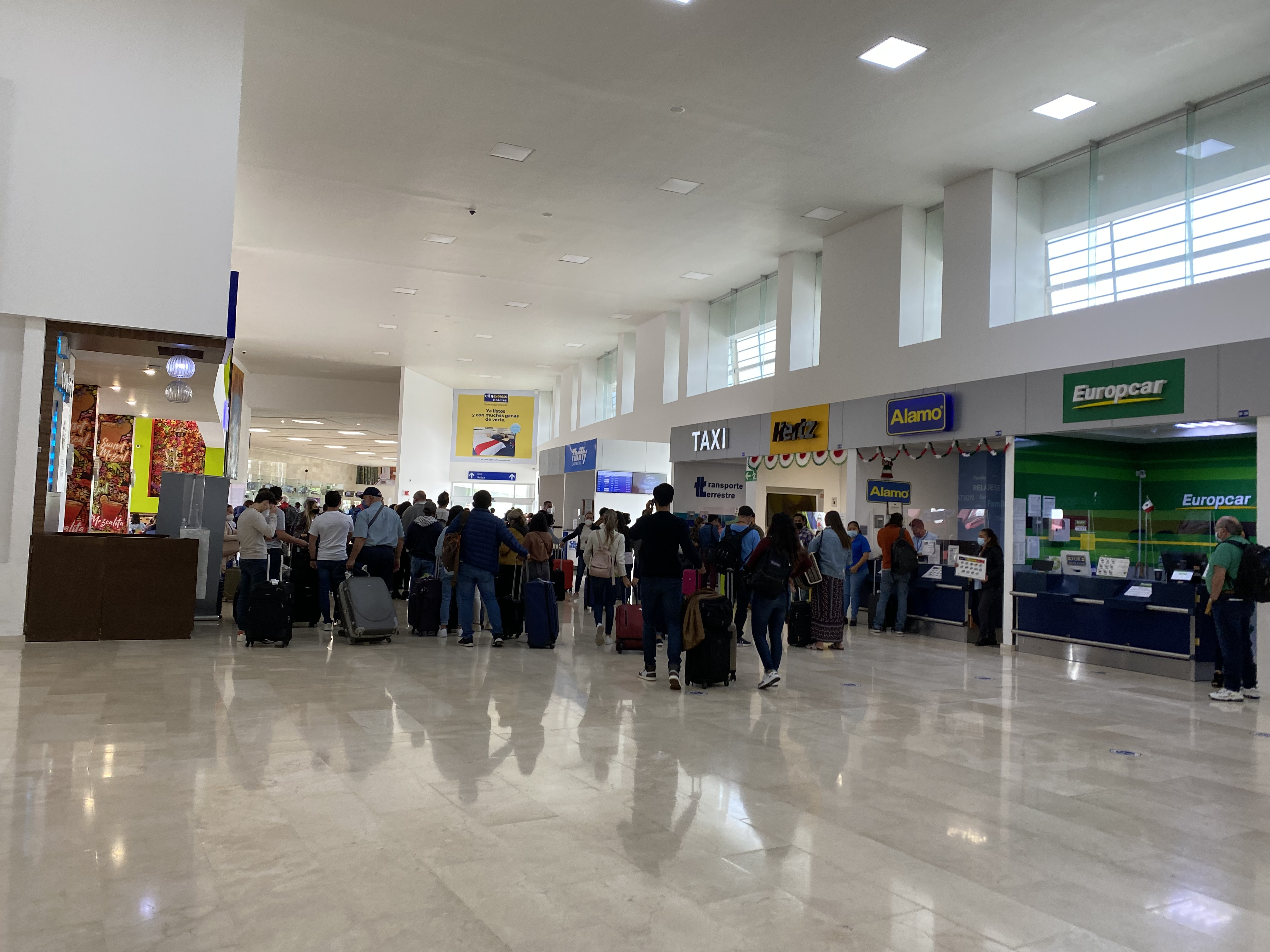
Pasillo central del Aeropuerto.

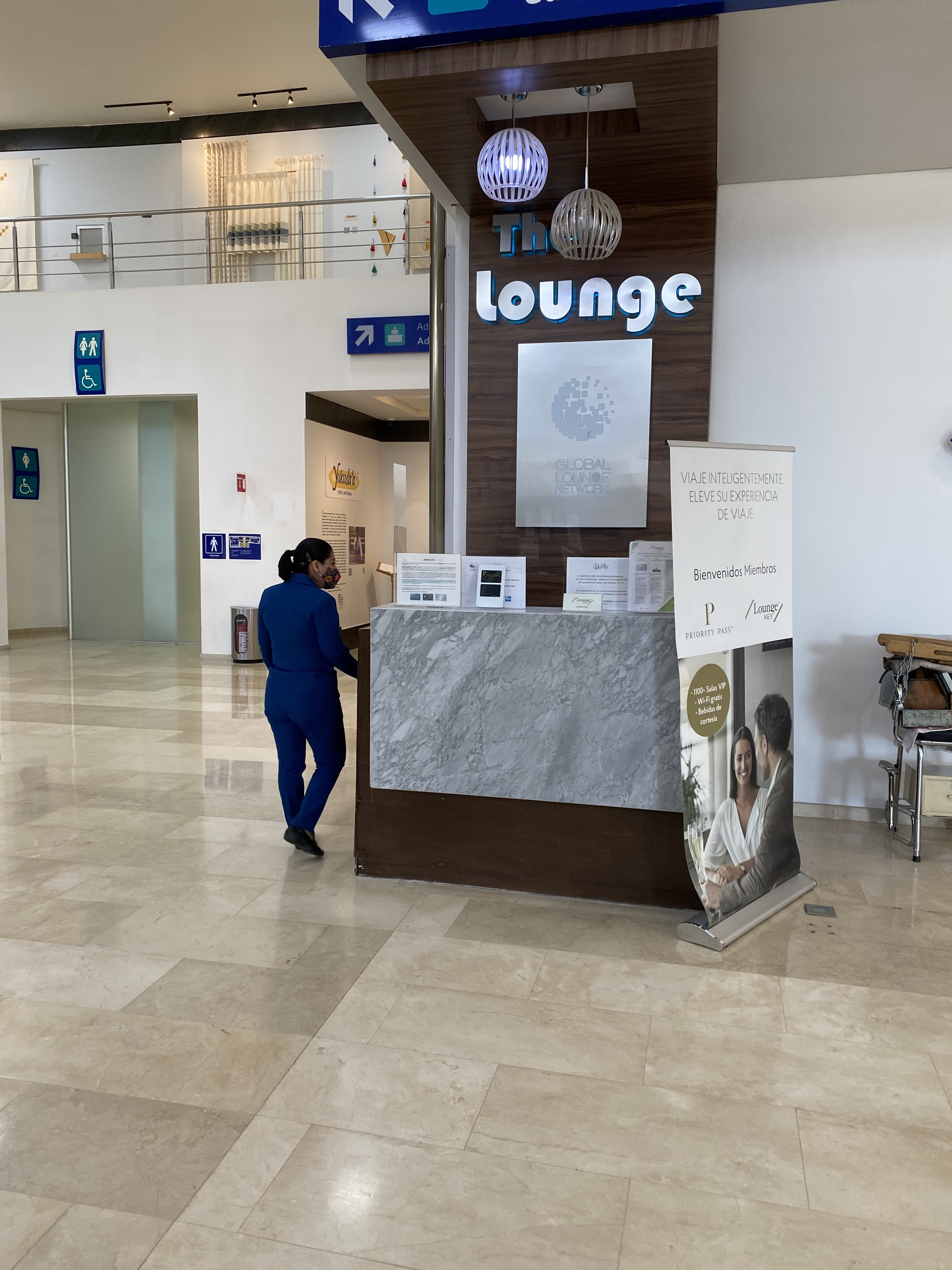
Mostrador de la Sala VIP del Aeropuerto.

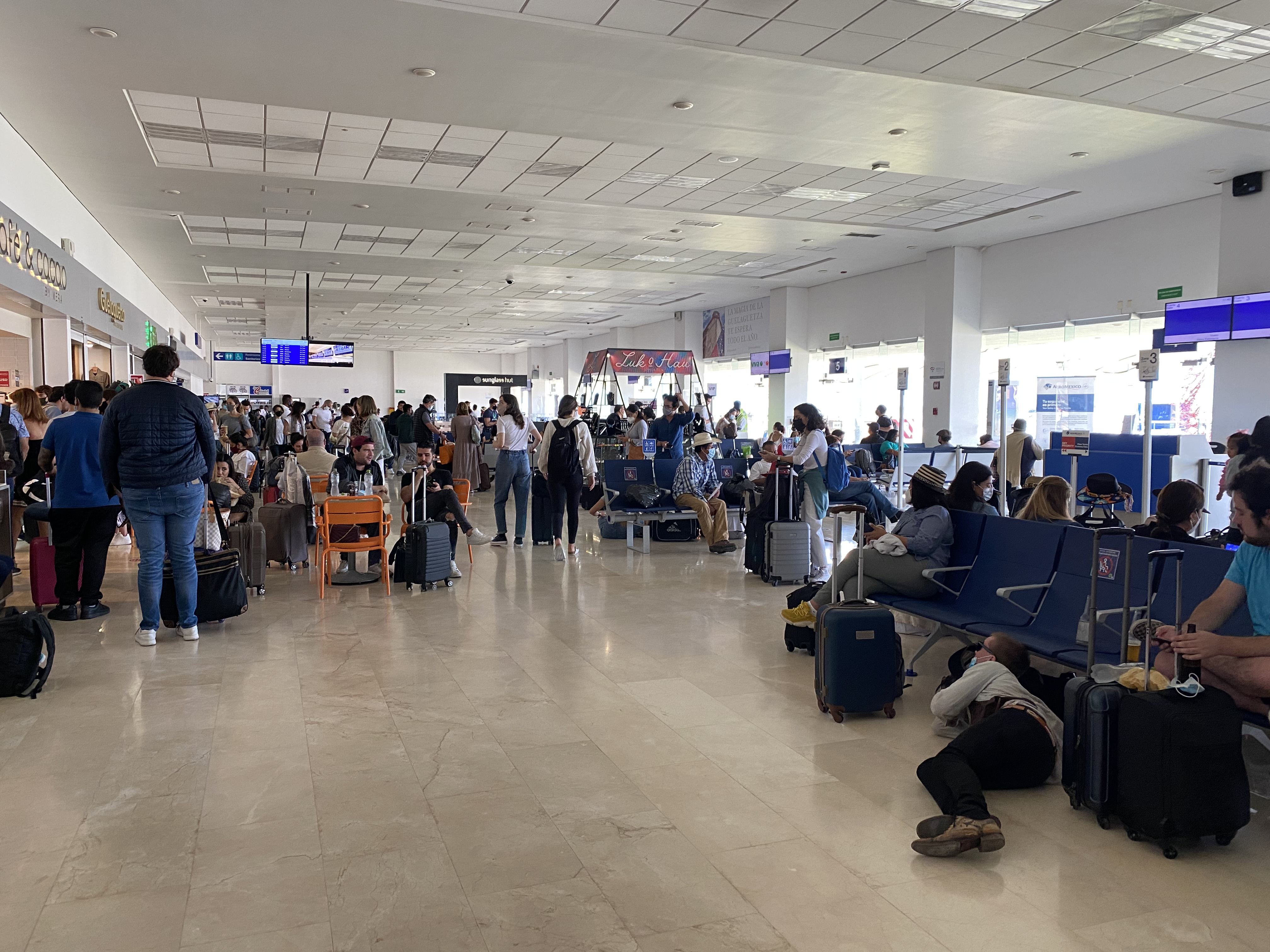
Sala de última espera del Aeropuerto.

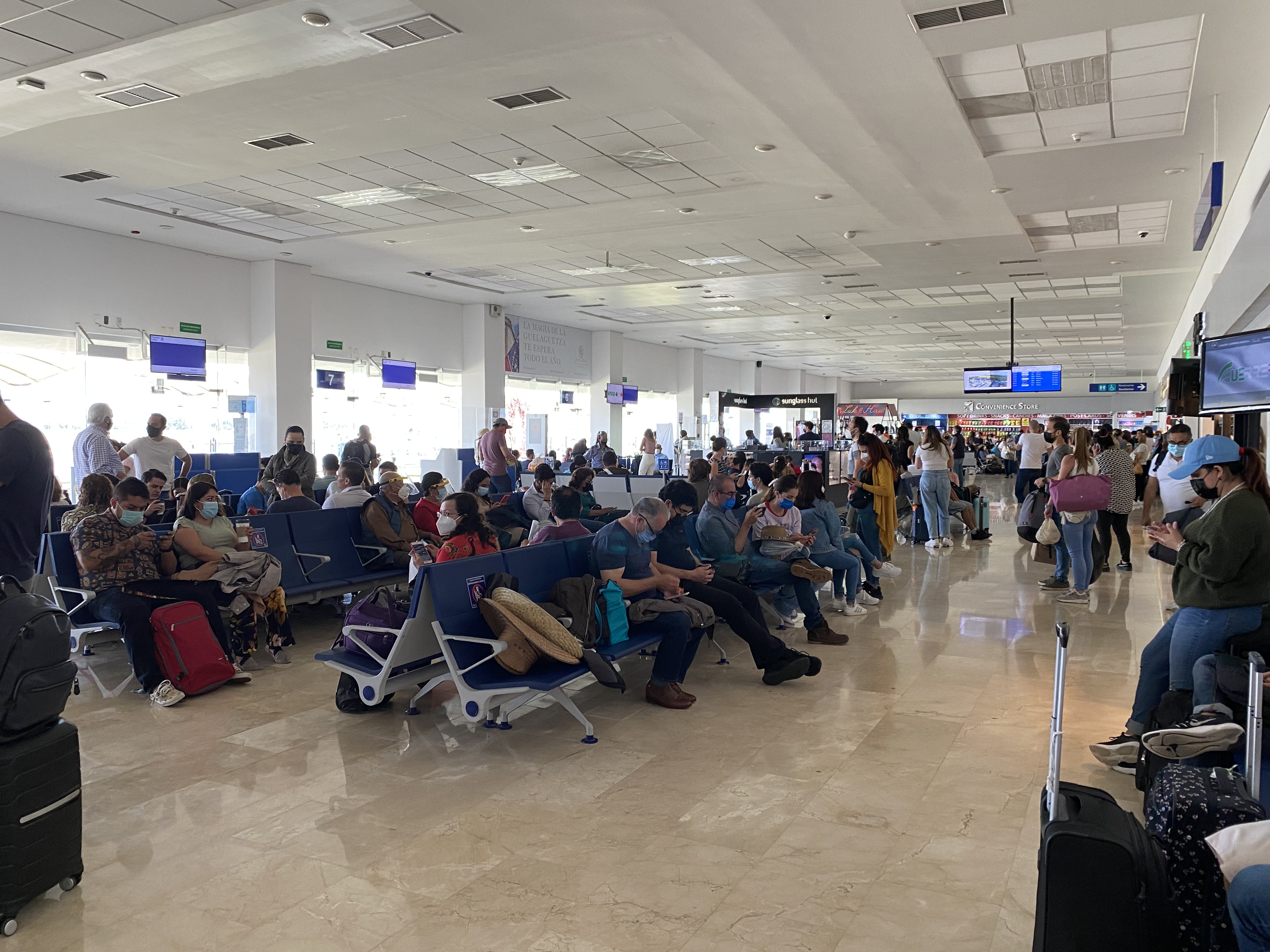
Sala de última espera del Aeropuerto.

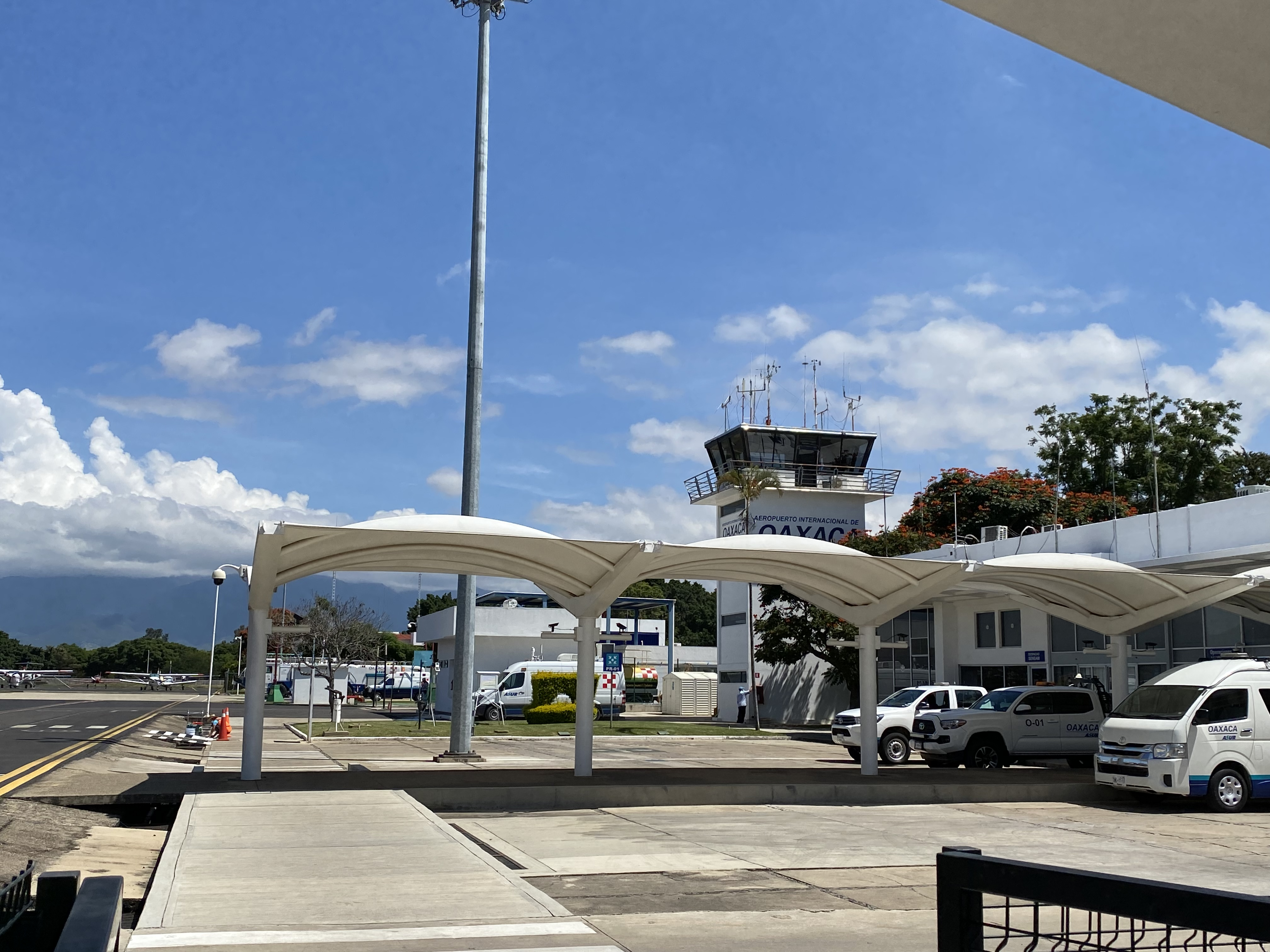
Lado aire del Aeropuerto.

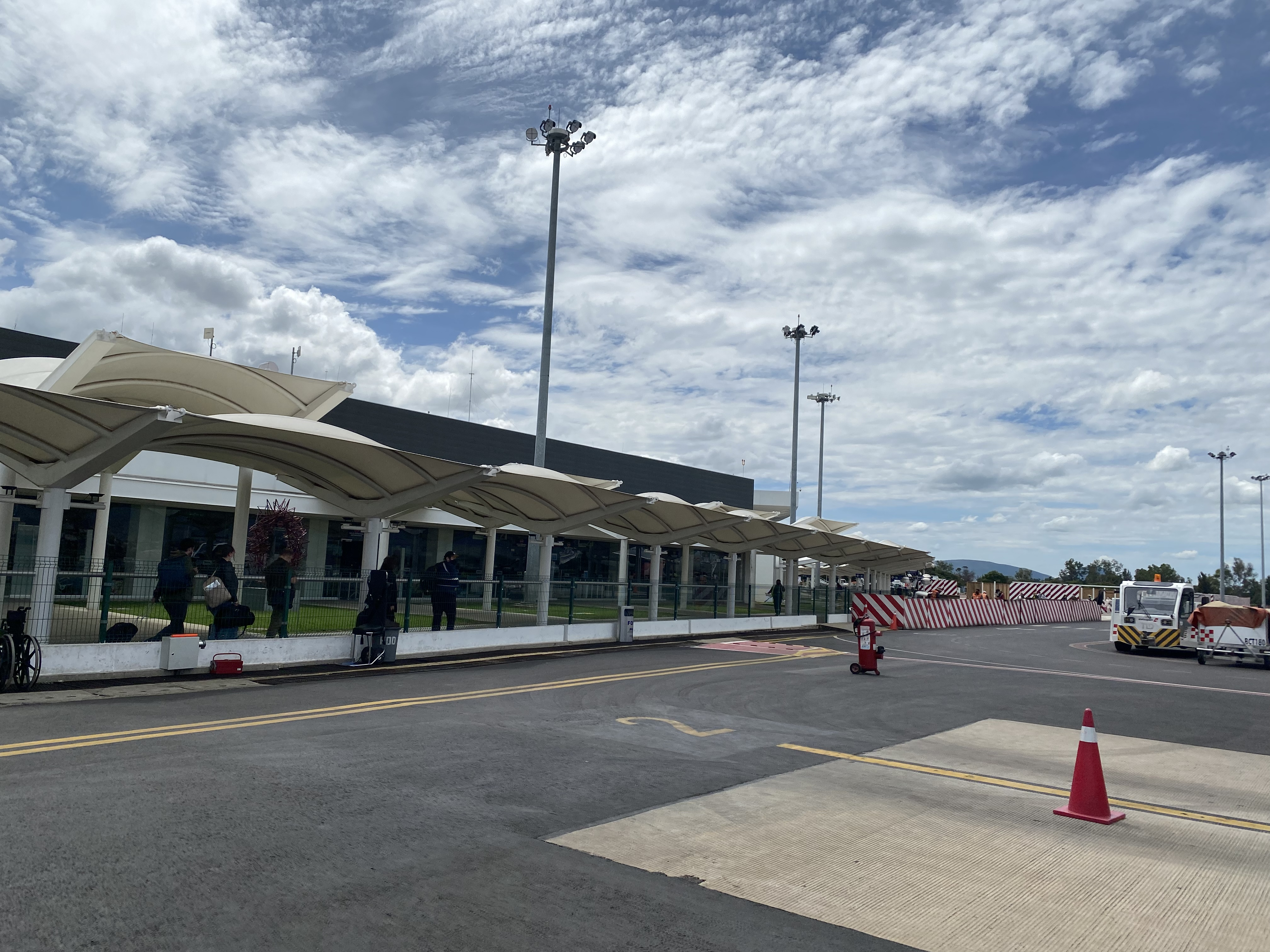
Lado aire del Aeropuerto.

El Aeropuerto Internacional Xoxocotlán o Aeropuerto Internacional de Oaxaca (Código IATA: OAX - Código OACI: MMOX - Código DGAC: OAX) es un aeropuerto internacional localizado en Santa Cruz Xoxocotlán, México. Maneja el tráfico nacional e internacional de la ciudad de Oaxaca.

## Información
En 2021 Oaxaca recibió a 913 937 pasajeros, y en 2022, 1 304 034 pasajeros, según datos publicados por Grupo Aeroportuario del Sureste.
Actualmente existe el proyecto de ampliación para la terminal del aeropuerto, que incluye la construcción de un segundo piso con 4 pasillos telescópicos y el aumento de posiciones de desembarque. La ciudad de Oaxaca es una de las ciudades coloniales más atractivas y típicas de México. Tiene una gran diversidad cultural y hasta el día de hoy se conservan muchas tradiciones prehispánicas.
El aeropuerto también funciona como sede de la Base Aérea n.º 15 de la Fuerza Aérea Mexicana.
El aeropuerto cuenta con la exclusiva sala VIP, The Lounge by GLN.
Se encuentra localizado en el municipio de Santa Cruz Xoxocotlán y específicamente en la comunidad de San Juan Bautista la Raya.

### Instalaciones militares
La Base Aérea Militar n.º 15 es la sede del Escuadrón Aéreo 103 que opera aeronaves Bell 212. Cuenta con una plataforma de aviación de 5950 metros cuadrados, dos hangares y las instalaciones necesarias para el alojamiento de efectivos de la fuerza aérea, Su comandante es el Coronel de Fuerza Aérea Piloto Aviador Diplomado de Estado Mayor Aéreo Rubén Sánchez Peralta.

## Especificaciones
El aeropuerto internacional se encuentra situado a una altitud de 1521 msnmm, tiene una superficie de terminal de 7548 m², una clasificación OACI 4D y una pista de aterrizaje de 2100 metros de longitud y 45 metros de ancho, hecha de asfalto, y calles de rodaje de 23 metros de ancho, con capacidad para recibir aviones Boeing 757 y de realizar 22 operaciones por hora. La plataforma cuenta con 6 posiciones (5 en construcción) de desembarque tipo C o 4 tipo C y 1 tipo D.
El edificio cuenta con dos niveles, en la parte inferior se localiza la sala de documentación, la cual cuenta con un total de 22 mostradores para la atención de los usuarios de las diferentes aerolíneas que prestan sus servicios en este aeropuerto.

## Trabajos de expansión y renovación
En noviembre de 2019, el gobierno de Oaxaca informó que se aplicarán 821 millones de pesos para remodelar el aeropuerto de la capital del estado, que podría ser terminado en 2023. Precisó que las obras para ampliar la pista de aterrizaje, una nueva fachada, así como la construcción de pasarelas de acceso a aeronaves para pasajeros comenzaron en 2020 y terminarán en 2023. Adicionalmente, indicó que con la ampliación del aeropuerto, el número de pasajeros atendidos se elevará de un millón 300 mil a 2 millones de usuarios anuales.

## Aerolíneas y destinos

### Pasajeros
| Destinos por aerolínea                                                                                | Destinos por aerolínea                                                         | Destinos por aerolínea | Destinos por aerolínea |
| Aerolínea                                                                                             | Destinos                                                                       |                        |                        |
| --- | ------------------------------------------------------------------------------ | ---------------------- | ---------------------- |
| Aeroméxico                                                                                            | Ciudad de México                                                               |                        |                        |
| Aeroméxico Connect                                                                                    | Ciudad de México, Ciudad de México–AIFA                                        |                        |                        |
| Aerotucán                                                                                             | Huatulco, Ixtepec, Puerto Escondido                                            |                        |                        |
| Aerovega                                                                                              | Huatulco, Puerto Escondido                                                     |                        |                        |
| American Airlines                                                                                     | Dallas/Fort Worth                                                              |                        |                        |
| United Express                                                                                        | Houston-Intercontinental                                                       |                        |                        |
| Viva                                                                                                  | Ciudad de México, Ciudad de México–AIFA, Monterrey, Tijuana                    |                        |                        |
| Volaris                                                                                               | Cancún, Ciudad de México, Guadalajara, Los Ángeles, Mérida, Monterrey, Tijuana |                        |                        |
| Total: 13 destinos (10 nacionales, 3 internacionales), 8 aerolíneas (6 nacionales, 2 internacionales) |                                                                                |                        |                        |

### Carga
| Aerolíneas    | Destinos |
| ------------- | -------- |
| TUM AeroCarga | Toluca   |

### Destinos nacionales
Se brinda servicio a 10 ciudades dentro del país a cargo de 6 aerolíneas. Los destinos de Aeroméxico son operados también por Aeroméxico Connect.
| Destinos nacionales del Aeropuerto de Oaxaca OAX CUN MEX NLU IZT MID MTY GDL HUX PXM TIJ | Destinos nacionales del Aeropuerto de Oaxaca OAX CUN MEX NLU IZT MID MTY GDL HUX PXM TIJ | Destinos nacionales del Aeropuerto de Oaxaca OAX CUN MEX NLU IZT MID MTY GDL HUX PXM TIJ | Destinos nacionales del Aeropuerto de Oaxaca OAX CUN MEX NLU IZT MID MTY GDL HUX PXM TIJ | Destinos nacionales del Aeropuerto de Oaxaca OAX CUN MEX NLU IZT MID MTY GDL HUX PXM TIJ | Destinos nacionales del Aeropuerto de Oaxaca OAX CUN MEX NLU IZT MID MTY GDL HUX PXM TIJ | Destinos nacionales del Aeropuerto de Oaxaca OAX CUN MEX NLU IZT MID MTY GDL HUX PXM TIJ | Destinos nacionales del Aeropuerto de Oaxaca OAX CUN MEX NLU IZT MID MTY GDL HUX PXM TIJ | Destinos nacionales del Aeropuerto de Oaxaca OAX CUN MEX NLU IZT MID MTY GDL HUX PXM TIJ |
| Destinos                                                                                 | Volaris                                                                                  | Viva                                                                                     | Aerotucán                                                                                | Aerovega                                                                                 | Aeroméxico                                                                               | Otra                                                                                     | #                                                                                        |                                                                                          |
| ---------------------------------------------------------------------------------------- | ---------------------------------------------------------------------------------------- | ---------------------------------------------------------------------------------------- | ---------------------------------------------------------------------------------------- | ---------------------------------------------------------------------------------------- | ---------------------------------------------------------------------------------------- | ---------------------------------------------------------------------------------------- | ---------------------------------------------------------------------------------------- | ---------------------------------------------------------------------------------------- |
| Cancún (CUN)                                                                             | •                                                                                        |                                                                                          |                                                                                          |                                                                                          |                                                                                          |                                                                                          | 1                                                                                        |                                                                                          |
| Ciudad de México (MEX)                                                                   | •                                                                                        | •                                                                                        |                                                                                          |                                                                                          | •                                                                                        |                                                                                          | 3                                                                                        |                                                                                          |
| Ciudad de México (NLU)                                                                   |                                                                                          | •                                                                                        |                                                                                          |                                                                                          | •                                                                                        |                                                                                          | 2                                                                                        |                                                                                          |
| Guadalajara (GDL)                                                                        | •                                                                                        |                                                                                          |                                                                                          |                                                                                          |                                                                                          |                                                                                          | 1                                                                                        |                                                                                          |
| Huatulco (HUX)                                                                           |                                                                                          |                                                                                          | •                                                                                        | •                                                                                        |                                                                                          |                                                                                          | 2                                                                                        |                                                                                          |
| Ixtepec (IZT)                                                                            |                                                                                          |                                                                                          | •                                                                                        |                                                                                          |                                                                                          |                                                                                          | 1                                                                                        |                                                                                          |
| Mérida (MID)                                                                             | •                                                                                        |                                                                                          |                                                                                          |                                                                                          |                                                                                          |                                                                                          | 1                                                                                        |                                                                                          |
| Monterrey (MTY)                                                                          | •                                                                                        | •                                                                                        |                                                                                          |                                                                                          |                                                                                          |                                                                                          | 2                                                                                        |                                                                                          |
| Puerto Escondido (PXM)                                                                   |                                                                                          |                                                                                          | •                                                                                        | •                                                                                        |                                                                                          |                                                                                          | 2                                                                                        |                                                                                          |
| Tijuana (TIJ)                                                                            | •                                                                                        | •                                                                                        |                                                                                          |                                                                                          |                                                                                          |                                                                                          | 2                                                                                        |                                                                                          |
| Total                                                                                    | 6                                                                                        | 4                                                                                        | 3                                                                                        | 2                                                                                        | 2                                                                                        | 0                                                                                        | 10                                                                                       |                                                                                          |

### Destinos internacionales
Se brinda servicio a 3 ciudades extranjeras en Estados Unidos a cargo de 3 aerolíneas.
| Ciudades                                  | Nombre del aeropuerto                         | Aerolíneas        |              |
| Norteamérica                              | Norteamérica                                  | Norteamérica      | Norteamérica |
| ----------------------------------------- | --------------------------------------------- | ----------------- | ------------ |
| Estados Unidos (3 destinos, 3 aerolíneas) |                                               |                   |              |
| Dallas (Texas)                            | Aeropuerto Internacional de Dallas-Fort Worth | American Airlines |              |
| Houston (Texas)                           | Aeropuerto Intercontinental George Bush       | United Express    |              |
| Los Ángeles (California)                  | Aeropuerto Internacional de Los Ángeles       | Volaris           |              |
| Total: 3 destinos, 1 país, 3 aerolíneas   |                                               |                   |              |

## Estadísticas

### Tráfico anual
| Año  | Pasajeros Totales | cambio en % |
| 2000 | 459,833           | Sin cambios |
| 2001 | 440,178           | 4.27%       |
| 2002 | 433,296           | 1.56%       |
| 2003 | 461,013           | 6.39%       |
| 2004 | 543,238           | 17.8%       |
| 2005 | 563,656           | 3.75%       |
| 2006 | 495,623           | 12.06%      |
| 2007 | 514,038           | 3.71%       |
| 2008 | 594,468           | 15.64%      |
| 2009 | 523,104           | 12.0%       |
| 2010 | 446,676           | 14.61%      |
| 2011 | 401,320           | 10.15%      |
| 2012 | 473,133           | 17.89%      |
| 2013 | 510,345           | 7.86%       |
| 2014 | 542,271           | 6.25%       |
| 2015 | 663,187           | 22.29%      |
| 2016 | 746,910           | 12.62%      |
| 2017 | 862,286           | 15.4%       |
| 2018 | 951,037           | 10.29%      |
| 2019 | 1,196,245         | 25.8%       |
| 2020 | 590,778           | 50.6%       |
| 2021 | 913,937           | 54.7%       |
| 2022 | 1,304,034         | 42.7%       |
| 2023 | 1,693,042         | 29.8%       |
| 2024 | 1,793,259         | 5.92%       |
| ---- | ----------------- | ----------- |

### Rutas más transitadas
| Número | Ciudad                   | Pasajeros | Ranking     | Aerolínea                                     |
| ------ | ------------------------ | --------- | ----------- | --------------------------------------------- |
| 1      | Ciudad de México         | 330 965   | Sin cambios | Aeroméxico, Aeroméxico Connect, Viva, Volaris |
| 2      | Tijuana, Baja California | 190 266   | Sin cambios | Volaris                                       |
| 3      | Guadalajara, Jalisco     | 78 654    | Sin cambios | Volaris                                       |
| 4      | Dallas, Texas            | 59 466    | 1           | American Airlines                             |
| 5      | Valle de México          | 55 507    | 1           | Aeroméxico Connect, Viva                      |
| 6      | Cancún, Quintana Roo     | 54 158    | Sin cambios | Volaris                                       |
| 7      | Monterrey, Nuevo León    | 47 126    | Sin cambios | Viva                                          |
| 8      | Los Ángeles, California  | 28 979    | Sin cambios | Volaris                                       |
| 9      | Houston, Texas           | 15 903    | 1           | United Express                                |
| 10     | Mérida, Yucatán          | 15 350    | 1           | Volaris                                       |

## Accidentes e incidentes
- El 24 de septiembre de 1952 una aeronave Douglas C-47A-30-DK (DC-3) con matrícula XA-GUJ que operaba el vuelo 575 de Mexicana de Aviación entre el Aeropuerto de Ciudad de México y el Aeropuerto de Oaxaca sufrió una explosión detrás de la cabina de pilotos pasados 45 minutos del despegue, dicha explosión dañó los instrumentos de navegación de la aeronave y el motor izquierdo por lo que los pilotos trataron de guiarse visualmente. El techo nuboso era demasiado bajo por lo que era inseguro descender. Después de media hora y con poco combustible los pilotos decidieron descender bajo el nivel de las nubes para hacer un aterrizaje de emergencia y mientras trataban de divisar un lugar seguro para aterrizar se encontraron con la recién construida (pero no inaugurada) Base Aérea Militar n.º 1 Santa Lucía en donde lograron aterrizar con éxito; los 17 pasajeros y 3 miembros de la tripulación sobrevivieron. La explosión fue causada por una bomba.[9][10]

- El 17 de diciembre de 2016 una aeronave Cirrus SR22 con matrícula XB-KSA que realizaba un vuelo privado entre el Aeropuerto de Oaxaca y el Aeropuerto de Puerto Escondido tuvo que realizar un aterrizaje de emergencia sobre la Carretera Federal 175 cerca de la comunidad Monte del Toro. Los 3 ocupantes lograron sobrevivir.[11][12]

## Aeropuertos cercanos
Los aeropuertos más cercanos son:
- Aeropuerto Internacional de Puerto Escondido (131 km)
- Aeropuerto Internacional de Bahías de Huatulco (147 km)
- Aeropuerto Internacional General Heriberto Jara (246 km)
- Aeropuerto Internacional de Minatitlán (259 km)
- Aeropuerto Nacional El Lencero (275 km)